# Sóc khoang Borneo
Sóc khoang Borneo, tên khoa học Callosciurus orestes, là một loài động vật có vú trong họ Sóc, bộ Gặm nhấm. Loài này được Thomas mô tả năm 1895. Chúng là loài đặc hữu của vùng Bắc Borneo.